# Anthophora furcata
Anthophora furcata es una especie de abeja del género Anthophora, familia Apidae. Fue descrita científicamente por Panzer en 1798.

## Distribución geográfica
Esta especie habita en el continente europeo, también en el norte de Asia (excepto China).